# Beatrice Scalvedi
Beatrice Scalvedi (Bellinzona, 27 giugno 1995) è un'ex sciatrice alpina svizzera.

## Biografia
Nata a Bellinzona e originaria di Ghirone (poi frazione del comune ticinese di Blenio), è stata avviata alla pratica sciistica all'età di tre anni dal padre; successivamente si è formata nelle file dello Sci Club Greina Campo Blenio e presso lo Sport-Gymnasium (liceo sportivo) di Davos, ove ha studiato fino al 2015. Nel 2007 è entrata a far parte della squadra della Federazione Sci Svizzera Italiana, debuttando e gareggiando con risultati sempre migliori a livello regionale e nazionale.
Ha fatto il suo esordio nei circuiti competitivi validi ai fini del punteggio FIS il 25 novembre 2010, in slalom speciale a Livigno. Dopo aver perso buona parte della stagione 2012-2013 per un infortunio, nell'annata successiva ha debuttato in Coppa Europa nella discesa libera di Sankt Moritz del 17 dicembre, chiudendo al 48º posto. Nell'estate del 2014 ha subito un grave infortunio, con la rottura del legamento crociato del ginocchio sinistro, dovendo pertanto saltare tutta la stagione 2014-2015.
Rientrata in gara nel dicembre 2015, il 9 gennaio 2016 ha disputato la sua unica gara in Coppa del Mondo, la discesa libera in due manche di Altenmarkt-Zauchensee, mancando la qualificazione. Il 2 febbraio successivo ha ottenuto la sua unica vittoria, nonché unico podio in Coppa Europa, aggiudicandosi la discesa libera disputata a Davos. Poco più di tre settimane dopo, il 27 febbraio, ha vinto la medaglia d'argento nella discesa libera ai Mondiali juniores di Soči/Roza Chutor. In quella stagione in Coppa Europa chiuse al secondo posto nella classifica di discesa libera, garantendosi teoricamente un posto fisso in tale specialità nella nazionale svizzera per la Coppa del Mondo 2017; non poté però beneficiarne, poiché costretta a saltare tutta la stagione per problemi alla schiena. Il protrarsi degli stessi anche nell'annata successiva, malgrado un lungo processo di riabilitazione e recupero, la indusse infine al ritiro dall'attività agonistica, annunciato ufficialmente il 13 aprile 2018. La sua ultima gara in carriera è rimasta così il supergigante dei Campionati svizzeri 2016, il 9 aprile a Zinal, nel quale aveva vinto la medaglia d'argento; non ha inoltre mai preso parte a rassegne olimpiche o iridate.
Dopo il ritiro intraprese studi di psicologia dello sport; negli anni seguenti divulgò pubblicamente le difficoltà incontrate a seguito del proprio precoce abbandono dell'agonismo, circostanza che le causò un periodo di depressione, a fronte del quale lamentò la sostanziale assenza di aiuti e sostegno da parte delle varie organizzazioni sportive svizzere. Si è altresì impegnata in attività di sensibilizzazione su queste tematiche. Occasionalmente è apparsa come opinionista sulla RSI in occasione delle gare di sci alpino.

## Caratteristiche tecniche
Alta di statura e dotata di grande forza fisica, aveva caratteristiche da velocista: specialista di discesa libera e supergigante, era capace di competere a buon livello anche in slalom gigante e supercombinata.

## Palmarès

### Mondiali juniores
- 1 medaglia:
  - 1 argento (discesa libera a Soči/Roza Chutor 2016)

### Coppa Europa
- Miglior piazzamento in classifica generale: 10ª nel 2016
- 1 podio:
  - 1 vittoria

#### Coppa Europa - vittorie
| Data            | Località | Paese    | Specialità |
| --------------- | -------- | -------- | ---------- |
| 2 febbraio 2016 | Davos    | Svizzera | DH         |

Legenda:

DH = discesa libera

### Campionati svizzeri
- 1 medaglia:
  - 1 argento (supergigante nel 2016)